# Зборовець Іполит Васильович
Зборовець Іполит Васильович (нар. 7 жовтня 1939, Бердянськ, Запорізька область) — український літературознавець, театрознавець, педагог. Кандидат філологічних наук (1983), доцент (1987), доктор мистецтвознавства (1996), професор (2005).

## Біографія
Іполит Васильович Зборовець народився 7 жовтня 1939 року в Бердянську в родині відомого українського мовознавця Василя Степановича Зборовця. У 1943 році сім'я перебралася на батьківщину батька — село Гаврилівці. Батько помер у 1944 році, і хлопчик разом з мамою Ганною Володимирівною оселився у сусідньому селі Жванець, де і пішов до першого класу.
У 1964 році закінчив Харківський державний бібліотечний інститут. Продовжив навчання у Бєлгородському державному педагогічному інституті, отримав диплом у 1969 році.
Протягом 1978—1982 років навчався в аспірантурі при Інституті літератури ім. Тараса Шевченка НАН України. У 1983 році захистив кандидатську дисертацію «Драматургия Александра Вампилова (проблема характера, художественное своеобразие)» (наук. керівник — професор І. О. Дзеверін).
1996 року захистив докторську дисертацію «Міфологізація і театралізація реальності як соціокультурний феномен у радянській драматургії 70–80 років ХХ сторіччя» (офіц. опоненти — проф. Н. М. Корнієнко, А. Г. Боканурський, О. Д. Міхільов).
Наукові інтереси вченого стосуються історії світової драматургії, історії кіно. Під науковим керівництвом І. В. Зборовця захищено докторську та кандидатську дисертації (Откидач В. М., Гордєєв С. І.)
У Харківській державній академії культури працював від 1964 року на посадах лаборанта, старшого лаборанта, викладача, старшого викладача, доцента та професора кафедри мистецтвознавства, літературознавства та мовознавства. Протягом 2005—2006 років обіймав посаду завідувача кафедри мистецтвознавства, літературознавства та мовознавства, від 2006 — професор цієї кафедри. Викладав навчальні дисципліни: «Історія світової літератури», «Історія української літератури».
Входив до складу редакційної колегії наукових фахових видань «Культура України» та «Традиції та новації у вищій архітектурно-художній освіті».
Від 2017 року обіймав посаду завідувача кафедри телебачення факультету аудіовізуального мистецтва ХДАК.

## Основні праці
- Обставини загибелі поета В. Свідзинського / І. Зборовець // Краєзнавство: наук.-попул. журн. / Всеукр. спілка краєзнавців, Ред. наук.-попул. ілюстр. часопису «Пам'ятки України». — Київ, 1995. — С. 53-55.
- І. Я. Каганов як історик української книги / І. В. Зборовець // Вісник Харківської державної академії культури: зб. наук. пр. до 80-річчя Харк. держ. акад. культури / Харків. держ. акад. культури, Акад. мистец. України, Ін-т культурології ; [ред. кол.: В. М. Шейко та ін.]. — Харків : ХДАК, 2009. — Вип. 25. — С. 94-102.
- Василь Зборовець: життя і наукова діяльність / І. В. Зборовець, В. П. Мацько. — Хмельницький: Цюпак А. А., 2011. — 93 с.

- Искусство театрализации художественной прозы: учеб. пос. / И. В. Зборовец. — Xарьков: Форт, 2013. — 140 с.
- «Гольфстрім» у виконанні оркестру під керівництвом Франца Тона як музика доби фокстроту / І. В. Зборовець, В. М. Откидач // Культура України: зб. наук. пр. / М-во культури України, Харків. держ. акад. культури ; редкол.: В. М. Шейко (відп. ред.) та ін.] ; за заг. ред. В. М. Шейка. — Харків: ХДАК, 2013. — Вип. 43. — С. 203—208.
- Доля українського мовознавця Василя Зборовця: монографія / І. В. Зборовець. — Xарків: Форт, 2014. — 144 с.
- Філософсько-поетичний синтез у книзі М. В. Дяченка «Временное и вечное» / І. В. Зборовець // Міжнародний вісник: Культурологія. Філологія. Музикознавство. Нац. акад. керівних кадрів культури і мистецтв. — Київ, 2014. — Вип. 11 (1).— С. 165—169.
- Александра Монтвид в Харьковском институте благородных девиц: монография / И. В. Зборовец. — Xарьков: Форт, 2015. — 140 с.
- Одиночество Мирона Степняка: монография / И. В. Зборовец. — Xарьков: Форт, 2015. — 122 с.
- Римские стоики в современном философском дискурсе / И. В. Зборовец // Вісник Харків. держ. акад. дизайну і мистецтв. — Xарків: ХДАДМ, 2015. — № 7. — С. 106—111.
- Киномелодрама XX века как явление мировой культуры: монография / И. В. Зборовец. — Xарьков: Лидер, 2016. — 314 с.
- Твори Гі де Мопасана на екрані українського телебачення / І. В. Зборовець // Культура України: зб. наук. пр. — Харків: ХДАК, 2017. — С. 99–109.
- Трофейные кинофильмы в рецепции советских зрителей первого послевоенного десятилетия: монография / И. Зборовец. — Харьков: Лидер, 2019. — 490 с.
- Художня література Франції ХІХ століття на українському телеекрані / І. В. Зборовець // Вісник Харківської державної академії культури: зб. наук. пр. / М-во культури та інформ. політики України, Харків. держ. акад. культури ; [голов. ред. Соляник А. А.] ; за заг. ред. А. А. Соляник. — Харків: ХДАК, 2020. — Вип. 58. — С. 38-46.
- Збірка статей з питань культурології, літературознавства і мистецтвознавства. Харків : Лідер, 2022.